# Campeonato Uruguayo de Primera División 1986
El Campeonato Uruguayo 1986 fue el 82° torneo de primera división del fútbol uruguayo, correspondiente al año 1986. Compitieron 13 equipos, los cuales se enfrentaron en sistema de todos contra todos a dos ruedas. Si bien Nacional terminó primero el campeonato, el campeón fue el Club Atlético Peñarol, tras vencer a Nacional 4-3 por penales en un partido desempate acordado entre ambos clubes.

## Formato del torneo
El torneo consistió en un sistema de todos contra todos a dos ruedas, en el que participaron 13 equipos.
Al momento de dar inicio al torneo, tanto Nacional como Peñarol tenían deudas impagas, lo que los inhabilitaba para jugar. Ambos clubes decidieron no presentarse a la primera fecha, pero el fixture determinó que Peñarol debía jugar ante Huracán Buceo, mientras Nacional tenía fecha libre. El problema de las deudas se solucionó antes de jugarse la segunda fecha, por lo que ambos clubes quedaron habilitados para jugar. Pero mientras Peñarol ya había perdido dos puntos por no presentarse en la primera fecha, no había sucedido lo mismo con Nacional, por haber tenido fecha libre. 
Como solución al problema de los puntos que había perdido Peñarol, ambos clubes acordaron que si Nacional ganaba el torneo con sólo uno o dos puntos por encima de Peñarol, deberían definir con una final. En consecuencia Nacional debió jugar 24 encuentros, mientras que Peñarol sólo 23. En las últimas fechas Nacional perdió con el mismo Huracán Buceo, el equipo con el que Peñarol no había jugado en la primera fecha, y finalizó primero en la tabla con sólo un punto de diferencia sobre Peñarol. De acuerdo a lo convenido entre los clubes, se jugó una final el 6 de enero de 1987, que finalizó empatada 0:0 y terminó ganando Peñarol 4:3 en definición por penales.

## Posiciones
| Puesto | Equipo          | Pts | PJ | PG | PE | PP | GF | GC | Dif |
| ------ | --------------- | --- | -- | -- | -- | -- | -- | -- | --- |
| 1º     | Nacional        | 35  | 24 | 13 | 9  | 2  | 33 | 15 | 18  |
| 2º     | Peñarol         | 34  | 24 | 13 | 8  | 3  | 33 | 17 | 16  |
| 3º     | Central Español | 28  | 24 | 10 | 8  | 6  | 26 | 20 | 6   |
| 4º     | Wanderers       | 26  | 24 | 7  | 12 | 5  | 32 | 22 | 10  |
| 5º     | Bella Vista     | 24  | 24 | 9  | 6  | 9  | 25 | 22 | 3   |
| 6º     | Progreso        | 24  | 24 | 9  | 6  | 9  | 25 | 25 | 0   |
| 7º     | Huracán Buceo   | 24  | 24 | 8  | 8  | 8  | 24 | 26 | -2  |
| 8º     | Defensor        | 22  | 24 | 7  | 8  | 9  | 28 | 31 | -3  |
| 9º     | Danubio         | 22  | 24 | 7  | 8  | 9  | 26 | 30 | -4  |
| 10º    | Cerro           | 20  | 24 | 6  | 8  | 10 | 22 | 28 | -6  |
| 11º    | Rampla Juniors  | 19  | 24 | 6  | 7  | 11 | 20 | 30 | -10 |
| 12º    | Fénix           | 18  | 24 | 2  | 14 | 8  | 19 | 29 | -10 |
| 13º    | River Plate     | 16  | 24 | 4  | 8  | 12 | 21 | 39 | -18 |

|  | Campeón uruguayo y clasifica a la Copa Libertadores. |
|  | Clasifica a la Copa Libertadores.                    |
|  | Desciende a Segunda División.                        |

### Final
| 6 de enero de 1987 | Peñarol                                                                          | 0:0 (4:3 p.)               | Nacional                                                                                     | Estadio Centenario, Montevideo                              |  |
|                    |                                                                                  |                            |                                                                                              | Asistencia: 60.000 espectadores Árbitro(s): Ernesto Filippi |  |
|                    |                                                                                  | Tiros desde el punto penal |                                                                                              |                                                             |  |
|                    | Diego Aguirre · José Herrera · Eduardo Da Silva · Walkir Silva · Gustavo Matosas |                            | Rafael Villazán · Mauricio Silvera · Juan Ramón Carrasco · Néstor Saavedra · Jorge Cardaccio |                                                             |  |

|                                                   |
| Uruguay                                           |
| Campeón Uruguayo 1986 Peñarol 38.vo título de AUF |

## Clasificación a torneos continentales

### Liguilla Pre-Libertadores

#### Grupo 1
| Pos. | Equipo          | Pts. | PJ | PG | PE | PP | GF | GC | Dif. |
| ---- | --------------- | ---- | -- | -- | -- | -- | -- | -- | ---- |
| 1°   | Progreso        | 4    | 3  | 1  | 2  | 0  | 4  | 3  | 1    |
| 2°   | Central Español | 3    | 3  | 1  | 1  | 1  | 5  | 4  | 1    |
| 3°   | Nacional        | 3    | 3  | 0  | 3  | 0  | 3  | 3  | 0    |
| 4°   | Bella Vista     | 2    | 3  | 0  | 2  | 1  | 3  | 5  | -2   |

|  | Clasifica a la fase final. |

#### Grupo 2
| Pos. | Equipo        | Pts. | PJ | PG | PE | PP | GF | GC | Dif. |
| ---- | ------------- | ---- | -- | -- | -- | -- | -- | -- | ---- |
| 1°   | Wanderers     | 5    | 3  | 2  | 1  | 0  | 7  | 3  | 4    |
| 2°   | Peñarol       | 5    | 3  | 2  | 1  | 0  | 3  | 1  | 2    |
| 3°   | Huracán Buceo | 1    | 3  | 0  | 1  | 2  | 1  | 3  | -2   |
| 4°   | Defensor      | 1    | 3  | 0  | 1  | 2  | 1  | 5  | -4   |

|  | Clasifica a la fase final. |

#### Fase final
| Pos. | Equipo          | Pts. | PJ | PG | PE | PP | GF | GC | Dif. |
| ---- | --------------- | ---- | -- | -- | -- | -- | -- | -- | ---- |
| 1°   | Peñarol         | 4    | 3  | 1  | 2  | 0  | 5  | 3  | 2    |
| 2°   | Progreso        | 4    | 3  | 1  | 2  | 0  | 6  | 5  | 1    |
| 3°   | Wanderers       | 2    | 3  | 0  | 2  | 1  | 6  | 7  | -1   |
| 4°   | Central Español | 2    | 3  | 0  | 2  | 1  | 6  | 8  | -2   |

|  | Clasifica a la Copa Libertadores 1987. |

| Uruguay                                   |
| Campeón Liguilla 1986 Peñarol 8.vo título |

### Equipos clasificados

#### Copa Libertadores 1987
|   | Equipo   | Clasificación como             |
| - | -------- | ------------------------------ |
| 1 | Peñarol  | Campeón Liguilla 1986          |
| 2 | Progreso | 2.° puesto en la Liguilla 1986 |